# Christian Bataille
Pour les articles homonymes, voir Bataille (homonymie).
Christian Bataille, né le 13 mai 1946 à Rieux-en-Cambrésis, est un homme politique français. Député du Nord de 1988 à 2017, il est le père de l'ancienne sénatrice Delphine Bataille. Il est le rapporteur de la loi relative aux recherches sur la gestion des déchets radioactifs, communément appelée « loi Bataille ».

## Origines et formation
Christian Bataille naît le 13 mai 1946 à Rieux-en-Cambrésis d'une mère belge, confectionneuse et d'un père secrétaire de mairie.
Il suit ses études secondaires au lycée Paul-Duez de Cambrai dans le Nord et obtient une licence de lettres à la faculté des lettres et sciences humaines de Lille. À partir de 1969, il est nommé professeur de lettres successivement à Cambrai, Caudry, Avesnes-les-Aubert et Le Cateau-Cambrésis.
Il quitte l'Éducation nationale en 1982, appelé comme chargé de mission auprès du ministre du Travail et de l'Emploi jusqu'en 1986.

## Parcours politique

### Mandats locaux
Élu maire de Rieux-en-Cambrésis en 1977 et conseiller régional du Nord-Pas-de-Calais en 1979, il est vice-président du conseil régional de 1983 à 1998, puis préside l'Agence régionale de développement du Nord-Pas-de-Calais entre 1998 et 2003.
En 2008, il se « parachute » à Solesmes à l'occasion des élections municipales. Sa liste « Changement et Progrès pour Solesmes » obtient au second tour 48,96 % des suffrages et 6 sièges face au maire sortant, Serge Machepy. Christian Bataille a fait appel du résultat au tribunal administratif de Lille qui lui a donné raison et a annulé l'élection. Serge Machepy a fait appel à son tour de la sentence du tribunal. Le 24 juin 2009, soit 15 mois après l'élection municipale, le Conseil d'État a rendu sa décision en cassant la décision du tribunal administratif et en confirmant la validité du deuxième tour de l'élection du 16 mars 2008.

### Député du Nord
Le 12 juin 1988, il est élu député dans la 22e circonscription du Nord. Réélu sans discontinuer ensuite, il assume la fonction de trésorier du groupe socialiste à l'Assemblée nationale à partir de 2002. Lors de la XIIe législature (2002-2007), il est vice-président de la commission des affaires économiques de l'Assemblée nationale, et membre de l'Office parlementaire d'évaluation des choix scientifiques et technologiques.
En 2012, à la suite du redécoupage, il est réélu député dans la 12e circonscription du Nord.
En 2016, il annonce qu'il se représente aux élections législatives dans la 12e circonscription du Nord, et soutient la candidature de Manuel Valls à la primaire citoyenne de 2017.
Après l'accord électoral conclu en février 2017 par Benoît Hamon avec les écologistes qui prévoit la sortie du nucléaire civil et l'abandon du centre d'enfouissement de Bure, il déclare qu'il ne pourra voter pour le candidat socialiste si ce dernier maintient ses choix en matière de nucléaire. Finalement, il soutient et parraine le candidat En marche ! Emmanuel Macron pour l'élection présidentielle 2017,.
À l'occasion des élections législatives qui suivent, il se présente sous la « Majorité présidentielle » bien qu'une candidate de La République en marche se présente face à lui. Le 11 juin 2017, à l'issue du premier tour, Christian Bataille termine à la sixième position et est éliminé, n'obtenant que 8,05 % des voix. Dans la foulée, il appelle dans un tweet à voter pour Anne-Laure Cattelot, afin de « barrer la route au candidat du FN ».
Ayant effectué cinq mandats consécutifs, il devient membre honoraire du Parlement après la fin de son mandat, continuant ainsi de bénéficier à vie des avantages de sa fonction.

### Au sein du Parti socialiste
Fidèle de la direction nationale du Parti socialiste, il rejoint cependant le courant d'Henri Emmanuelli lors du second congrès de Grenoble, à l'issue duquel il devient membre du bureau national du PS, et secrétaire national chargé de l'espace rural entre 2000 et 2002.

## Activités à l'Assemblée nationale
Vice-président de l'Office parlementaire d'évaluation des choix scientifiques et technologiques, il est chargé avec le sénateur UMP Jean-Claude Lenoir d'un rapport sur « les techniques alternatives à la fracturation hydraulique pour l'exploration et l'exploitation des hydrocarbures non conventionnels », dont une « version d'étape » a été déposée le 5 juin 2013. Ce rapport, qui conclut à la « nécessité de relancer les travaux de recherche afin de mieux connaître notre patrimoine géologique » et de « poursuivre l'exploration puis engager, dès que possible, l'exploitation du gaz de houille (gaz de couche) dans les anciens bassins miniers du Nord-Pas-de-Calais et de Lorraine dans la mesure où elle ne nécessite pas l'emploi de la fracturation hydraulique », a été critiqué pour ses approximations scientifiques et le manque d'équilibre de la liste des personnes auditionnées par les rapporteurs, parmi lesquelles deux seulement représentaient une association de défense de la nature. L'Office parlementaire d'évaluation des choix scientifiques et technologiques (OPECST) a toutefois approuvé son rapport à une très large majorité.
Christian Bataille est l'auteur de plusieurs rapports sur l'énergie nucléaire, contestés par les opposants mais soutenus par les partisans de cette énergie. La loi no 91-1381 sur les recherches relatives à la gestion des déchets radioactifs est usuellement nommée loi Bataille.
Il préside la Fraternelle parlementaire qui réunit les parlementaires francs-maçons et est un défenseur de la laïcité.

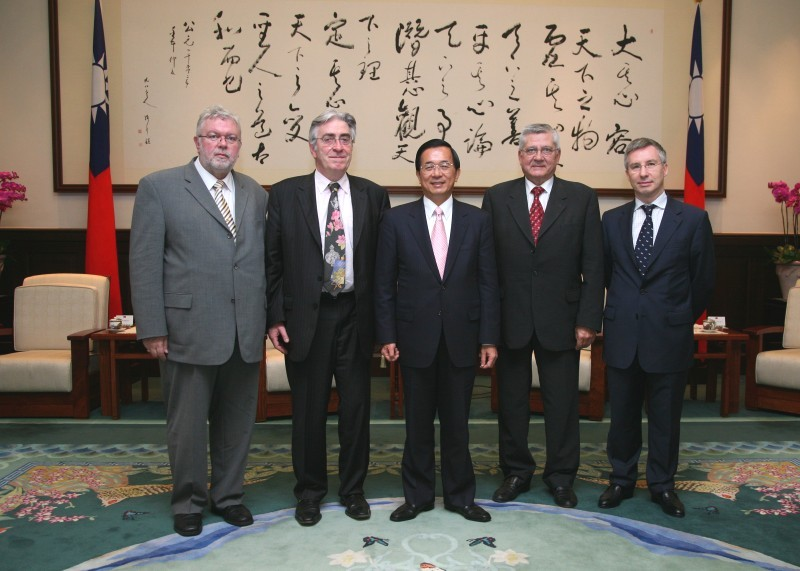
Christian Bataille et des membres du groupe d'amitié France-Taïwan avec le président Chen Shui-bian.

Il est membre de la commission des Affaires étrangères, vice-président des groupes d'amitiés France-Azerbaïdjan, France-Iran et France-Turquie et président du groupe d'études sur la question de l'économie taïwanaise de Assemblée nationale. Il est également membre du Conseil de l'Europe.
En tant que trésorier du groupe socialiste à l'Assemblée nationale, il est cité le 14 décembre 2016 par le quotidien L'Opinion, à l'appui d'un article « exclusif », affirmant qu'Arnaud Montebourg aurait « négligé de s’acquitter de sa cotisation mensuelle auprès du groupe socialiste à l’Assemblée nationale entre 2007 et 2012 ». « L’entourage du candidat Montebourg n’a pas été en mesure de répondre à nos questions », affirme L'Opinion, dans le même article. Jérôme Durain, premier secrétaire de la fédération PS de Saône-et-Loire de 2005 à 2015, interrogé quelques heures plus tard par l'AFP, répond qu'il n'existe « aucune ardoise » au nom d’Arnaud Montebourg, qui a « toujours payé rubis sur l’ongle », en réponse à cet article et un autre, paru dans Le Huffington Post, citant « une source proche du dossier », selon qui Montebourg n'a versé à sa fédération « que 45 euros par an entre 2007 et 2012 », puis 200 euros en 2015. Montebourg affirme pour sa part, dans une déclaration au quotidien, Le Monde avoir « payé au Parti socialiste très exactement 52 415,40 euros entre 2007 et 2012 » (1 091 euros par mois pendant 48 mois), soit « plus de 10 % de mes indemnités, comme c’est la loi au Parti socialiste ».

## Détail des fonctions et mandats
En 2017, selon un classement publié par le site d'information Mediacités, il est le huitième homme politique du Nord par le cumul des mandats, avec 77 années de mandats de maire de Rieux-en-Cambrésis, conseiller régional et député cumulées (ses six années comme conseiller municipal de Solesmes n'ont pas été prises en compte dans le classement).

### À l’Assemblée nationale
- 23 juin 1988 – 19 juin 2012 : député, élu dans la 22e circonscription du Nord.
- 20 juin 2012 – 20 juin 2017 : député, élu dans la 12e circonscription du Nord.

### Au niveau local
- 13 mars 1977 – 18 mars 2001 : maire de Rieux-en-Cambrésis.
- 1er janvier 1979 – 28 mars 2004 : conseiller régional du Nord-Pas-de-Calais.
- 17 mars 1986 – 15 mars 1998 : vice-président du conseil régional du Nord-Pas-de-Calais[24].
- 22 mars 2008 – 4 avril 2014 : conseiller municipal de Solesmes.